# Super Bonk 2
Super Bonk 2, conocido en Japón como Chō Genjin 2 (超原人 2?), es un videojuego de plataformas desarrollado por Red Company y publicado por Hudson Soft para Super Nintendo en 1995, siendo parte de la serie Bonk.
- Datos: Q15623299